# Logical Link Control
Řízení logického spoje (anglicky Logical Link Control, LLC) je horní podvrstva linkové vrstvy v OSI modelu. LLC poskytuje mechanismy multiplexování, které umožňují, aby se v jedné síti mohlo používat několik síťových protokolů (IP, IPv6, IPX, DECnet, AppleTalk, X.25, CONS) současně. LLC může také zajišťovat řízení toku dat a mechanismus automatického opakování přenosu (ARQ) pro opravu chyb.
Podvrstva LLC funguje jako rozhraní mezi síťovou vrstvou a podvrstvou Media Access Control (MAC).

## Funkce
Podvrstva LLC má obecně dva hlavní úkoly:
- multiplexování různých protokolů přenášených pomocí MAC podvrstvy (při vysílání) a jejich dekódování a demultiplexování (při příjmu)
- řízení toku dat mezi sousedními uzly a detekci a případně korekci chyb

V dnešních sítích se však o řízení toku dat a korekci chyb obvykle starají protokoly, které zabezpečují end-to-end přenos, tj. přenos od odesilatele až do místa určení. Může to být buď protokol transportní vrstvy (např. TCP) nebo protokol aplikační vrstvy. Díky tomu potřeba řízení toku dat a oprav chyb na podvrstvě LLC klesá. LLC proto v dnešních protokolech linkové vrstvy plní často jen funkci multiplexování. LLC hlavička říká linkové vrstvě, co má provést s paketem, když je přijat datový rámec. Stanice přijme rámec, prohlédne LLC hlavičku, aby zjistila, kterému protokolovému zásobníku je paket určen – může to být například protokolu síťové vrstvy IP na IPX. V současnosti ale převažuje používání protokolu IP.

## Příklady

### X.25 a LAPB
V raných sítích s přepojováním paketů, jako jsou sítě X.25 s protokolem LAPB na linkové vrstvě, byla LLC podvrstva klíčovým prvkem. V těchto sítích se řízení toku dat a detekce a korekce chyb provádí pro každý dílčí přenos mezi uzly (node-to-node). Pokud je rámec přijat chybně, bude vyžádán jeho opakovaný přenos mezi uzly. Tento rozsáhlý handshake mezi uzly však výrazně zpomaluje komunikaci.

### Protokoly pro místní (LAN) a metropolitní sítě (MAN)
Standardy IEEE 802.2 specifikují podvrstvu LLC pro všechny IEEE 802 standardy lokálních počítačových sítí, jako je například IEEE 802.3/Ethernet (pokud se nepoužívají rámce Ethernet II), IEEE 802.5 a IEEE 802.11. IEEE 802.2 je použito i u některých sítí, které nejsou standardizovány v IEEE 802, například u FDDI.

#### Ethernet
Protože u kabelových sítí jsou bitové chyby velmi vzácné, tradiční DIX-Ethernet (Ethernet II) vůbec neposkytuje řízení toku dat nebo automatické opakování žádost (ARQ), což znamená, že o opakovaný přenos nesprávných paketů se starají protokoly vyšších vrstev, neboli že chybné rámce jsou pouze detekovány a smazány (výjimkou jsou kolize zjištěné algoritmem CSMA/CD MAC vrstvy).
IEEE sice doplnilo do IEEE 802.3 standardní prostředky pro řízení toku dat a kontrolu chyb na linkové vrstvě, ty však v drtivé většině sítí stejně nejsou používány. IEEE 802.3x zahrnul do standardu i rámce Ethernet II, které redukují LLC pouze na funkci multiplexování a demultiplexování. K tomuto účelu se používá pole Typ v rámcích Ethernet II. Při použití rámců IEEE 802.3 se pro multiplexování používají hlavičky 802.2 LLC nebo 802.2 SNAP.

#### Bezdrátové LAN
U bezdrátových komunikací jsou bitové chyby velmi časté, proto u bezdrátových sítí jako je IEEE 802.11 je řízení toku dat a chyb je součástí CSMA/CA MAC protokolu, a není součástí vrstvy LLC. LLC podvrstva je podle standardu IEEE 802.2.

### HDLC
Na některé ne-IEEE 802 protokoly můžeme pohlížet, jako že jsou rozdělené na podvrstvu MAC a LLC. Například HDLC definuje jak funkci MAC (vkládání paketů do rámců), tak funkci LLC (multiplexování protokolů, řízení toku dat, detekce a oprava chyb pomocí opakování chybně přenesených paketů, když není uvedeno jinak). Některé protokoly jako je Cisco HDLC používají rámce podobné HDLC a vlastní protokol LLC.

### PPP a modemy
Při datových přenosech přes telefonní sítě pomocí modemů lze PPP protokol linkové vrstvy považovat za LLC protokol, který poskytuje multiplexování, ale ne řízení toku dat a kontrolu chyb. V telefonních sítích mohou být bitové chyby časté, což znamená, že řízení chyb je důležité, ale v současnosti je zabezpečováno moderními protokoly. Dnešní modemové protokoly přebírají LLC funkce ze staršího linkového protokolu LAPM, navrženého pro komunikaci s modemem ve starých X.25 sítích.

### Mobilní systémy
GPRS LLC vrstva zabezpečuje také šifrování a dešifrování SN-PDU (SNDCP) paketů.

### Elektrická vedení
Dalším příkladem linkové vrstvy, která je rozdělena mezi LLC (pro řízení toku dat a kontrolu chyb) a MAC (pro vícenásobný přístup), je standard ITU-T G.hn poskytující vysokorychlostní lokální komunikaci přes stávající domovní kabelové rozvody (elektrické rozvody, telefonní linky a koaxiální kabely).